# Estación Ricardo Gaviña
Estación Ricardo Gaviña é uma localidade do Partido de Benito Juárez na Província de Buenos Aires, na Argentina.